# 1431 год в науке
В 1431 году произошли различные научные и технологические события, некоторые из которых представлены ниже.

## События
- Основан Университет Пуатье.

## Скончались
- Гаспарен де Бергамо — итальянский грамматик (род. около 1360).
- Низам ад-Дин Шами — персидский[1] хронист, автор «Зафар Наме» (Книга побед), написанной на фарси хроники правления Тимура.
- Станислав из Скальбмежа — польский педагог, церковный деятель, первый ректор Краковского университета (род. около 1365).